# Djurgårdens IF Dam
Pour les articles homonymes, voir Djurgårdens IF.
Maillots
Actualités
Le Djurgårdens IF Dam est un club de football féminin suédois fondé en 2003. Il est issu d'une fusion entre le Djurgårdens IF et l'Älvsjö AIK ; jusqu'au 23 février 2007, le club se nomme d'ailleurs Djurgården/Älvsjö.

## Histoire
La section féminine du football du Djurgårdens IF a été fondée en 1968. En 1969, Djurgårdens IF participait dans Stockholms FF:s försöksserie avec IFK Bagarmossen, IK Göta, Gröndals IK, Örby IS, IK Tellus, Tyresö IF et Vällingby AIK. L’équipe a gagnée la division Försöksserie sans défaites.
En 1989, Djurgården a debutée en Damallsvenskan après avait gagnée Division 1 Norra en 1988.
Avant la saison de 2003, Djurgårdens IF et l’Älvsjö AIK de Damallsvenskan ont fusionné. La nouvelle équipe, nommé Djurgården/Älvsjö, a immédiatement gagné la division et est devenue champions suédois. L’année après, Djurgården/Älvsjö a répété la victoire avec une équipe de Jane Törnqvist, Sara Thunebro, Kristin Bengtsson, Linda Fagerström, Marijke Callebaut, Jessica Landström, Victoria Svensson et Venus James.

## Palmarès
- Coupe féminine de l'UEFA
  - Finaliste : 2005.
- Championnat de Suède (2)
  - Champion : 2003 et 2004.
- Coupe de Suède (2)
  - Vainqueur : 2004 et 2005.